# Estación Bahía Blanca BBNO
Bahía Blanca BBNO es una estación ferroviaria del Ferrocarril General Roca de la red ferroviaria argentina, ubicada en la ciudad homónima.
El Bahía Blanca Noroeste (BBNO) inauguró sus rieles en 1891, según el proyecto original de Luis D'Abreu, quien obtuvo en principio la autorización del Congreso para instalar esa línea. Dirigido en nuestra ciudad por William Harding Green, el BBNO se fusionó en 1905 con "el gran coloso", como se solía llamar al Buenos Aires al Pacífico (BAP), dando lugar a la creación del BAP seccional BBNO, siempre dirigido por Harding Green.
Construida en madera y chapa, la estación era de segunda clase dentro de la jerarquía de sus similares. De dimensiones reducidas, con estructura de madera y revestida de chapa, jamás se construyó un nuevo edificio acorde a la importancia que fue tomando la ciudad. Esto resulta curioso, si se tiene en cuenta que la compañía erigió, entre otros, el barrio Inglés —sobre la calle Brickmann—, el Mercado Victoria y las usinas eléctricas ubicadas en la calle Donado, así como el barrio Loma Paraguaya.
Muchos recuerdan la estación porque desde allí partían los trenes a los balnearios Galván y Colón, en un tren al que popularmente se conocía como "el de la marea". También se viajaba para jugar al tenis o al golf en los courts y links que los ingleses habían desarrollado en Maldonado.

## Servicios
La estación funcionó hasta principios de la década de 1960 como terminal de los servicios que unían Bahía Blanca con Rosario —perteneciente este al Ferrocarril General Bartolomé Mitre—, Punta Alta, Huinca Renancó y Mendoza, hasta su sustitución por la Estación Sud. Los servicios locales corrieron hasta 1992 y eran los siguientes: 
- El servicio Noroeste-Garro, conocido como Tren Obrero, corría ocho veces al día y transportaba obreros portuarios hasta el Puerto de Ingeniero White, deteniéndose en Loma Paraguaya y Galván.[2]
- El servicio Noroeste-Maldonado-Bordeu corría seis veces al día.[2]
- El Tren de la Marea era traccionado por una locomotora a vapor y funcionaba durante la temporada estival llevando pasajeros hasta el balneario que existió en Galván. Fue cancelado en 1976 debido a la construcción del Polo Petroquímico Bahía Blanca.[3]

## Destrucción
El lunes 18 de abril de 2022 el edificio de la estación sufrió un incendio con pérdidas totales, por lo que la estructura debió ser demolida inmediatemente.